# ديرموت مكافري
ديرموت مكافري (بالإنجليزية: Dermot McCaffrey)‏ (29 مارس 1986 في المملكة المتحدة - ) هو لاعب كرة قدم بريطاني في مركز الدفاع. شارك مع منتخب أيرلندا الشمالية تحت 21 سنة لكرة القدم. أما مع النوادي، فقد لعب مع ديري سيتي وكوين أوف ساوث ونادي فالكيرك ونادي هيبرنيان وDungannon Swifts F.C. ‏ ونادي اربوراث ونادي ليفينغستون لكرة القدم.

## وصلات خارجية
- ديرموت مكافري على موقع قاعدة بيانات كرة القدم.إي يو (الإنجليزية)
- ديرموت مكافري على موقع Soccerbase.com (لاعب) (الإنجليزية)